# Acanthoderma
Acanthoderma är ett släkte av svampar. Acanthoderma ingår i divisionen sporsäcksvampar och riket svampar.